# Tage des Zorns
Tage des Zorns (dänischer Originaltitel: Flammen og Citronen) ist ein auf Tatsachen beruhender historischer Thriller des dänischen Regisseurs Ole Christian Madsen über die zwei Widerstandskämpfer  Bent Faurschou-Hviid (Flammen) und Jørgen Haagen Schmith (Citronen) der dänischen Widerstandsgruppe Holger Danske. In Deutschland kam der dänische Film am 28. August 2008 in die Kinos.

## Handlung
Erzählt wird ein Kapitel aus der Zeit der deutschen Besetzung Dänemarks im Zweiten Weltkrieg. Die beiden Untergrundkämpfer Flammen („die Flamme“) und Citronen („die Zitrone“), die in Dänemark bis heute Volkshelden sind, liquidieren zunächst im Auftrag des dänischen Widerstandes Kollaborateure – und zwar völlig von ihrem Auftrag überzeugt und entsprechend gnadenlos. Sie werden dabei aber nicht nur als strahlende Helden gezeigt, sondern verfangen sich immer stärker in einem undurchsichtigen Geflecht zwischen Gut und Böse.
Ihr angeblich im englischen Auftrag handelnder Vorgesetzter Winther befiehlt etwa die Ermordung des Chefs der deutschen Abwehr Gilbert, der sich aber als Gegner der Nazis zeigt, der mordende Gestapochef Hoffmann soll dagegen geschont werden. Winther selbst ist in unklare Geschäfte verwickelt. Das Morden aus dem Hinterhalt wird für beide zur großen Belastung, erst recht, als sie auf eigene Faust handelnd bei einem Anschlag auf Hoffmann ein Kind töten.
Citronens Familie entfremdet sich immer weiter von ihm, seine Ehe zerbricht. Flammen ist fasziniert von der Doppelagentin Ketty und lässt sich auf eine zwiespältige Beziehung ein.
Am Ende entkommen beide nicht der Gestapo: Flammen entzieht sich seiner Verhaftung durch Suizid per Giftkapsel, Citronen stirbt im Kugelhagel deutscher Soldaten.

## Hintergrund
Drehorte waren die großen Außenkulissen auf dem Freigelände des Studio Babelsberg in Potsdam (Deutschland), sowie Motive in Kopenhagen, Valby Bakke in Frederiksberg (Dänemark) und Prag (Tschechien).

## Kritiken
Heike Barnitzke schrieb in TV Digital 18 vom 22. August 2008, dass dies kein strahlendes Heldenepos sei, sondern ein klassischer Gangsterfilm voll gebrochener Helden, dem allerdings die Spannung fehle. Daran würden auch die zwei großartigen Hauptdarsteller nichts ändern.
Julia Evers vergab für den Film vier von sechs möglichen Sternen und schrieb in den OÖN am Samstag, dem 17. Januar 2009, dass der Film ein interessantes Werk über dänische Zeitgeschichte sei. Die Namen der beiden Widerstandskämpfer, die für ihr Land kämpften und Nazi-Kollaborateure hinrichteten, würden in Dänemark zur Allgemeinbildung gehören.

„Düstere Studie über Schuld und Sühne, Fremd- und Selbstbestimmung, die differenziert von der vergeblichen Suche nach Gerechtigkeit angesichts entmenschlichter Ausnahmezustände erzählt.“

## Auszeichnungen
Die beiden Hauptdarsteller Mads Mikkelsen und Thure Lindhardt wurden als Beste Darsteller für den Europäischen Filmpreis 2008 nominiert.

## Synchronisation
Die Synchronproduktion verantwortete die Christa Kistner Synchronproduktion GmbH. Für das deutsche Dialogbuch zeichnete Erik Paulsen verantwortlich, der auch die deutsche Dialogregie übernahm.
| Rolle           | Cast               | Deutsche Stimme          |
| --------------- | ------------------ | ------------------------ |
| Flammen         | Thure Lindhardt    | Gerrit Schmidt-Foß       |
| Citronen        | Mads Mikkelsen     | Johannes Berenz          |
| Ketty Selmer    | Stine Stengade     | Claudia Urbschat-Mingues |
| Bodil           | Mille Lehfeldt     | Marie Bierstedt          |
| Spex            | Flemming Enevold   | Oliver Stritzel          |
| Flammen’s Vater | Jesper Christensen | Wolfgang Condrus         |
| Aksel Winther   | Peter Mygind       | Udo Schenk               |
| Frode Jacobsen  | Lars Mikkelsen     | Uwe Büschken             |